# Mission to Mars
Mission to Mars è un film di fantascienza del 2000 diretto da Brian De Palma.
La storia è incentrata sull'esplorazione di Marte, più in particolare sul mistero che circonda il presunto volto marziano nella regione di Cydonia, e propone la teoria secondo cui un asteroide, colpendo Marte e rendendolo inabitabile, abbia messo in moto una serie di eventi che hanno poi portato alla comparsa della vita sulla Terra. La pellicola trae ispirazione da una vecchia attrazione omonima dei parchi Disney di Disneyland e Magic Kingdom.

## Trama
Nell'anno 2020 viene messa in atto la prima missione spaziale umana per il pianeta Marte. Dopo l'atterraggio della nave Marte 1, comandata da Luke Graham e i colleghi Nicholas Willis, Sergei Kirov e Renée Coté, la squadra scopre una formazione cristallina presso una montagna nella regione di Cydonia. Dopo aver raccolto ed inviato alcuni campioni alla stazione spaziale circolare World Space Station, uno strano rumore inizia ad interferire con i loro sistemi di comunicazione. Nel tentativo di scoprirne l'origine, decidono di puntare il radar verso la montagna, ma all'improvviso un gigantesco tornado di sabbia si forma davanti a loro e li uccide brutalmente. Terminata la tempesta, la montagna rivela di avere la forma di un enorme volto umanoide.
Luke, l'unico sopravvissuto al disastro, invia una richiesta di aiuto al satellite orbitante R.E.M.O. e la World Space Station organizza in risposta una spedizione di salvataggio. La seconda squadra, composta dal Comandante Woody Blake, sua moglie Terri Fisher, Phil Ohlmyer e Jim McConnell, s'imbarca sulla navetta Marte 2 e parte dalla stazione per atterrare sul pianeta rosso. Proprio in prossimità dell'orbita marziana, la nave viene bombardata da uno sciame di micrometeoriti che, colpendola, causa una depressurizzazione della stiva, rendendo la struttura pericolosa da manovrare. La squadra decide di abbandonare la navetta, ormai destinata a cadere sul pianeta, usando l'energia residua dei loro jet pack per raggiungere il R.E.M.O. Purtroppo, durante la pericolosa manovra, Woody manca l'aggancio con il satellite e, rimasto senza carburante, si abbandona al destino di precipitare verso l'atmosfera marziana, sacrificandosi per il bene del gruppo. Terri, nel tentativo di salvarlo, si distacca dal gruppo e si lancia verso di lui, ma Woody, per impedire che anche lei sprechi il carburante del jet pack, si uccide esponendosi al vuoto spaziale levandosi il casco della propria tuta.
Giunti sulla superficie di Marte con il satellite R.E.M.O, i tre astronauti superstiti raggiungono l'accampamento ossigenato terrestre e qui trovano Luke ancora vivo, benché inizialmente scosso per via dell'inaspettato incontro. Luke mostra loro i suoi studi sul misterioso incidente di un anno prima ed insieme scoprono che il suono misterioso proveniva dal volto gigante. Interpretato al computer il suono è in realtà la codifica di un modello di DNA simile a quello umano, tranne che per alcuni cromosomi mancanti. Jim intuisce che in realtà si tratta di un test volto ad accertare che siano degli esseri umani a rispondere al messaggio, e di conseguenza che la scansione radar effettuata in precedenza era stata considerata una minaccia: tramite il Rover gli astronauti riescono ad inviare un impulso radio con la "risposta" al presunto test. Improvvisamente nel volto colossale si apre una porta da cui proviene una forte luce: la tesi di Jim era corretta, e la risposta inviata era giusta.
Jim, Terri e Luke indossano le loro tute e si recano presso il misterioso portale, dopo aver fissato un conto alla rovescia con Phil al termine del quale egli sarebbe ripartito in direzione della Terra con o senza di loro. Così i tre astronauti entrano nel portale di luce e si ritrovano in un immenso salone bianco dove, contrariamente alle aspettative, trovano ossigeno e pressione compatibili con la Terra, potendo così togliersi il casco e respirare normalmente. Si apre a questo punto un secondo portale orizzontale, nero, e dopo esserci entrati raggiungono una sala che proietta un ologramma del Sistema solare che raffigura Marte nelle sue condizioni originali di pianeta simile alla Terra, con mari e continenti: ad un certo punto della sua storia fu colpito da un gigantesco meteorite, perdendo la sua atmosfera e trasformandosi così in un deserto arido, freddo, inadatto alla vita. Successivamente appare l'ologramma di un marziano, alto, maestoso, triste, che mostra loro come in seguito alla caduta del meteorite gli abitanti del pianeta dovettero abbandonare l'ormai moribondo Marte per dirigersi verso un'altra galassia. In questa fuga, inviarono il loro DNA sul primordiale pianeta Terra, fino a quel momento ancora senza vita, e attraverso l'evoluzione tale patrimonio genetico si trasferì agli esseri umani. Successivamente l'alieno in quel momento dà inizio a un conto alla rovescia che farà partire l'astronave presente lì.
A questo punto l'equipaggio si prepara a tornare da Phil per partire prima che il conto alla rovescia termini, ma Jim comprende che quello degli alieni è un invito a raggiungerli. Poiché non ha motivi di ritornare sulla Terra, in quanto la moglie, che sarebbe dovuta partire con lui per la prima missione, era nel frattempo morta, decide di salire sull'astronave lasciata dai marziani affinché uno di loro possa raggiungerli nell'altra galassia. Sebbene molto rattristati, Terri e Luke salutano felicemente Jim dandogli il ciondolo di Flash Gordon appartenuto a Woody. Ricongiuntisi con Phil, ripartono da Marte col modulo di salvataggio. In quello stesso momento osservano l'astronave di Jim sfrecciare nello spazio diretta nella galassia per raggiungere i precursori dell'umanità. Il gruppo saluta felicemente Jim, augurandogli buon viaggio.

## Produzione e incassi
Il film è stato girato in Giordania, in California, Stati Uniti, e a Vancouver, Canada. De Palma scelse Gary Sinise come protagonista per via della sua precedente interpretazione nel film Apollo 13.
Il blocco di riprese si è svolto tra il 13 luglio e il 25 ottobre 1999. Il budget del film è stato di circa 100 milioni di dollari, mentre gli incassi sono stati pari a 60 milioni negli Usa e 110 milioni nel resto del mondo.

## Riconoscimenti
Per questo film il regista De Palma ha ottenuto una nomination ai Razzie Award nel 2001 come peggior regista.